# Мхчян
Мхчян (арм. Մխչյան) — село в Араратской области Армении. 

## География
Село расположено в западной части марза, при автодороге , на расстоянии 7 километров к северо-западу от города Арташат, административного центра области. Абсолютная высота — 845 метров над уровнем моря.
Климат
Климат характеризуется как семиаридный (BSk в классификации климатов Кёппена). Среднегодовая температура воздуха составляет 12,6 °C. Средняя температура самого холодного месяца (января) составляет −2,7 °С, самого жаркого месяца (июля) — 26,2 °С. Расчётная многолетняя норма атмосферных осадков — 280 мм. Наибольшее количество осадков выпадает в мае (47 мм).

## Население
Иван Шопен отмечал, что согласно сведениям из "Камерального описания", составленного в 1829-1831 годах, в селе Имам-Шагли Гарнибасарского магала Эриванской провинции проживал 391 человек, из которых 31 - мусульмане ("мюгаммедане"), и 360 - армяне, переселившиеся из Персии после заключения Туркманчайского договора (1828) сторонами Русско-персидской войны (1826—1828).
| Год переписи | Население          | Население          | Население          | Население            | Население            | Население            |
| Год переписи | Наличное население | Наличное население | Наличное население | Постоянное население | Постоянное население | Постоянное население |
| Год переписи | Всего              | Мужчины            | Женщины            | Всего                | Мужчины              | Женщины              |
| ------------ | ------------------ | ------------------ | ------------------ | -------------------- | -------------------- | -------------------- |
| 2001         | 4531               | 2201               | 2330               | 5022                 | 2474                 | 2548                 |
| 2011         | 4208               | 2097               | 2111               | 4535                 | 2279                 | 2256                 |

## Галерея

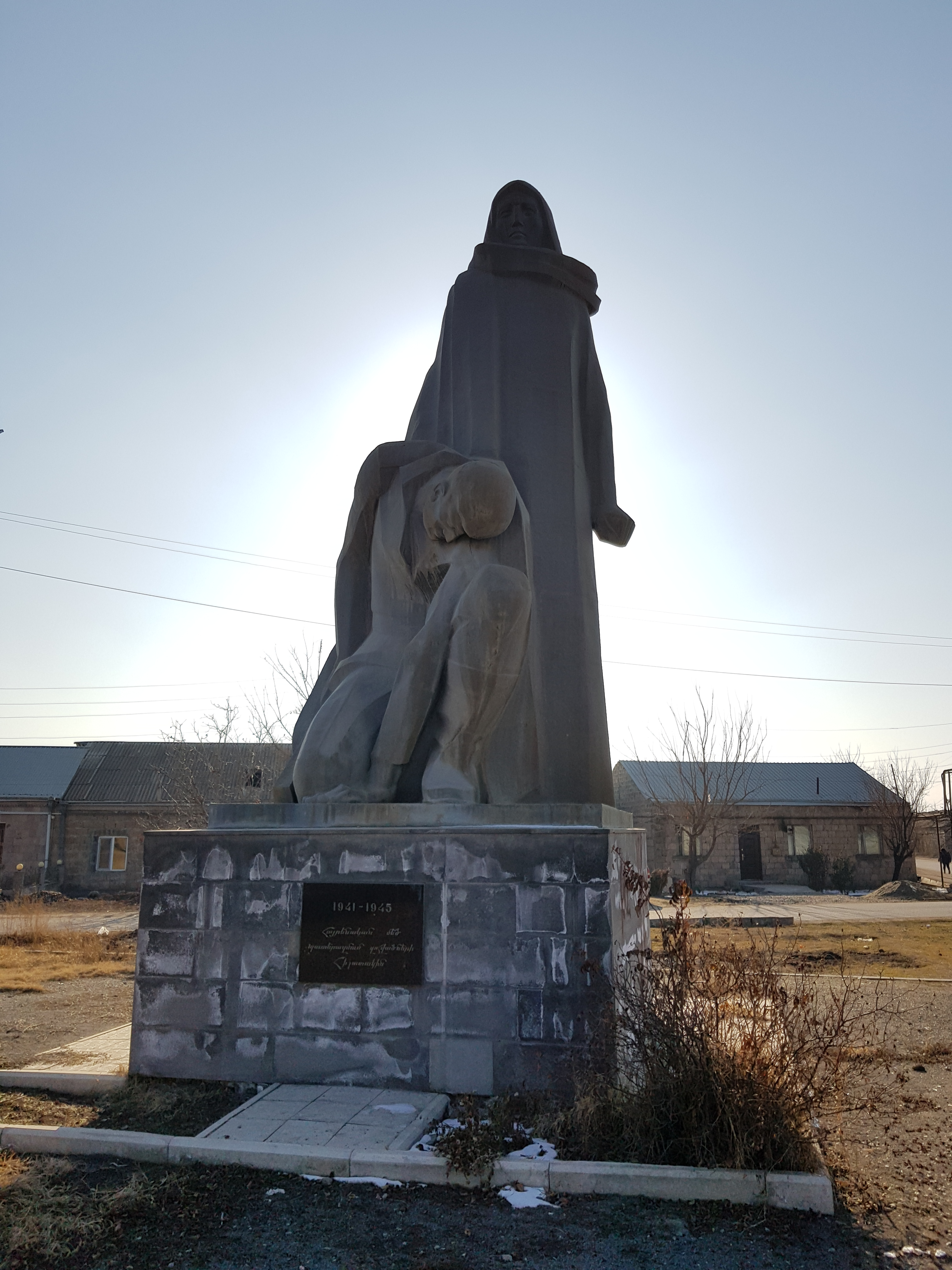
Мемориал участника Великой Отечественной войны